# Hellas Chasma
Hellas Chasma és una estructura geològica del tipus chasma a la superfície de Mart, situada amb el sistema de coordenades planetocèntriques a -34.09 ° de latitud N i 66.91 ° de longitud E. Fa 148 km de diàmetre. El nom va ser fet oficial per la UAI el set d'agost de 2015 i pren el nom d'una característica d'albedo.